# Johannes de Doperkerk (Pijnacker)
De Heilige Joannes de Dooper kerk is een katholieke kerk in het Nederlandse dorp  Pijnacker. Het kerkgebouw, een kruisbasiliek in neoromaanse stijl, werd gebouwd in 1892 naar ontwerp van architect A.C. Bleys.
Boven de ingang van de kerk is een reliëf aanwezig waarop staat afgebeeld hoe Johannes de Doper Jezus doopt.  
De kerk is een rijksmonument, evenals de naastgelegen pastorie.

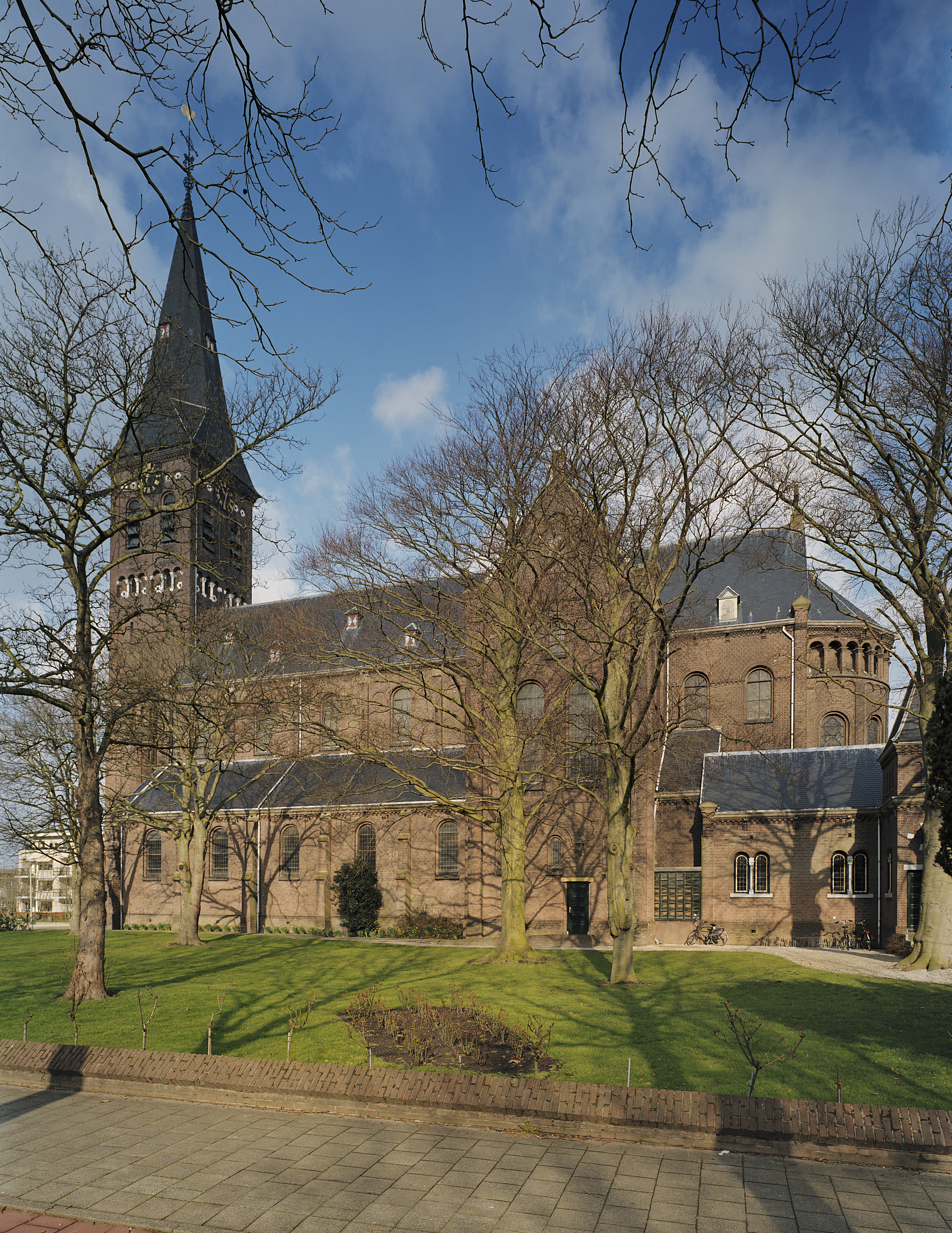
Overzicht zuidgevel - H. Joannes de Dooperkerk

## Afbeeldingen

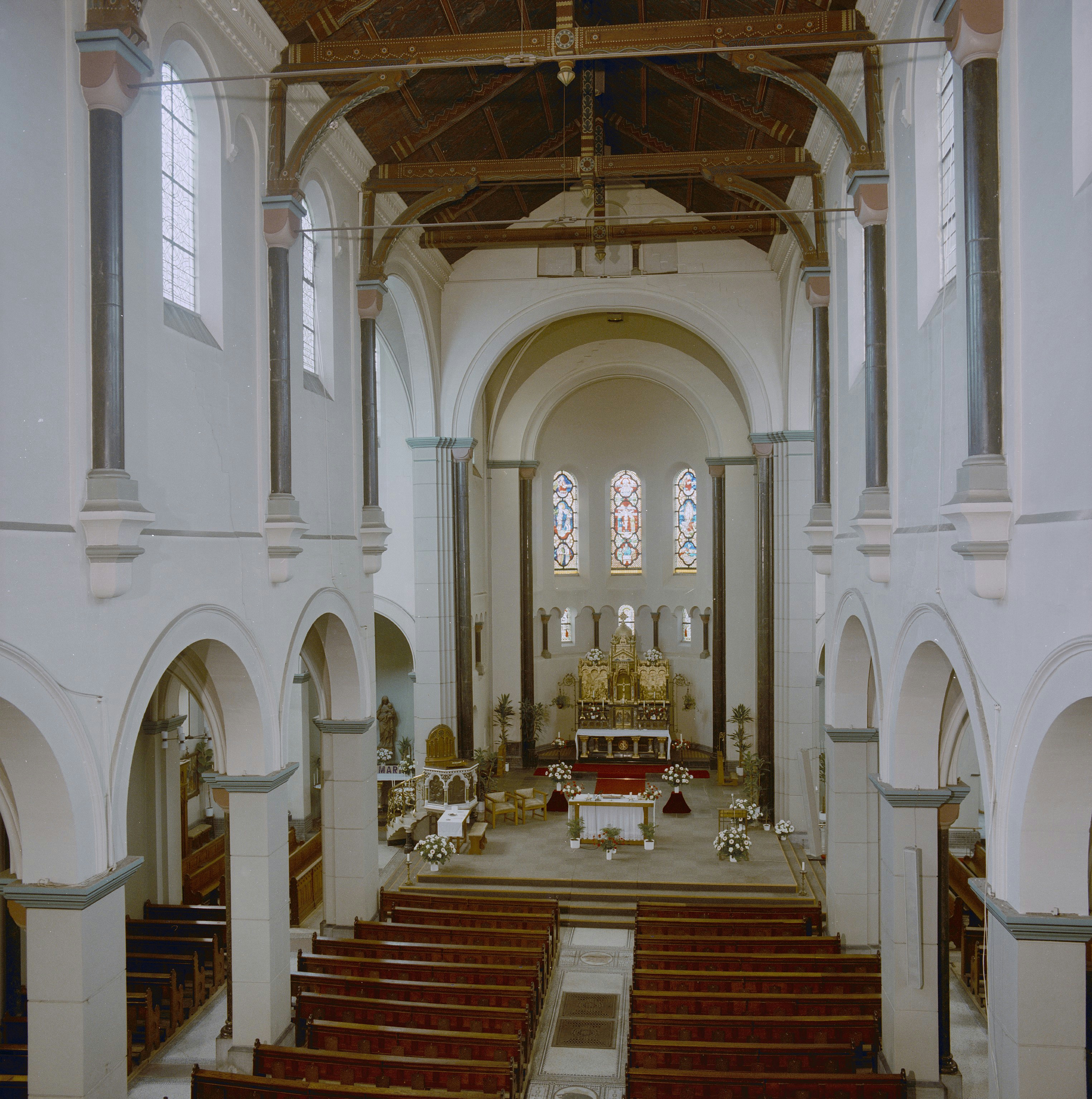
Interieur (1990)
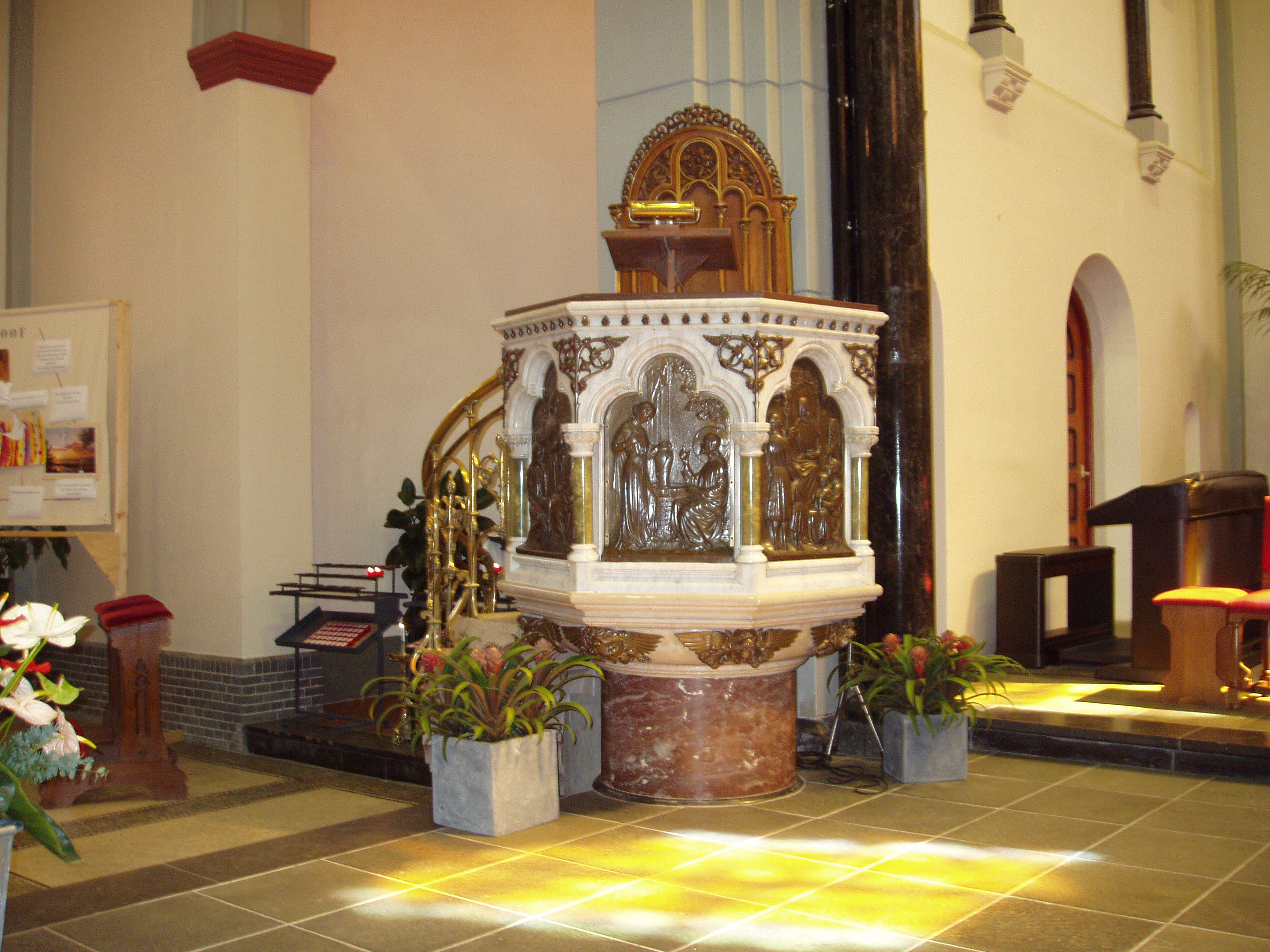
Preekstoel
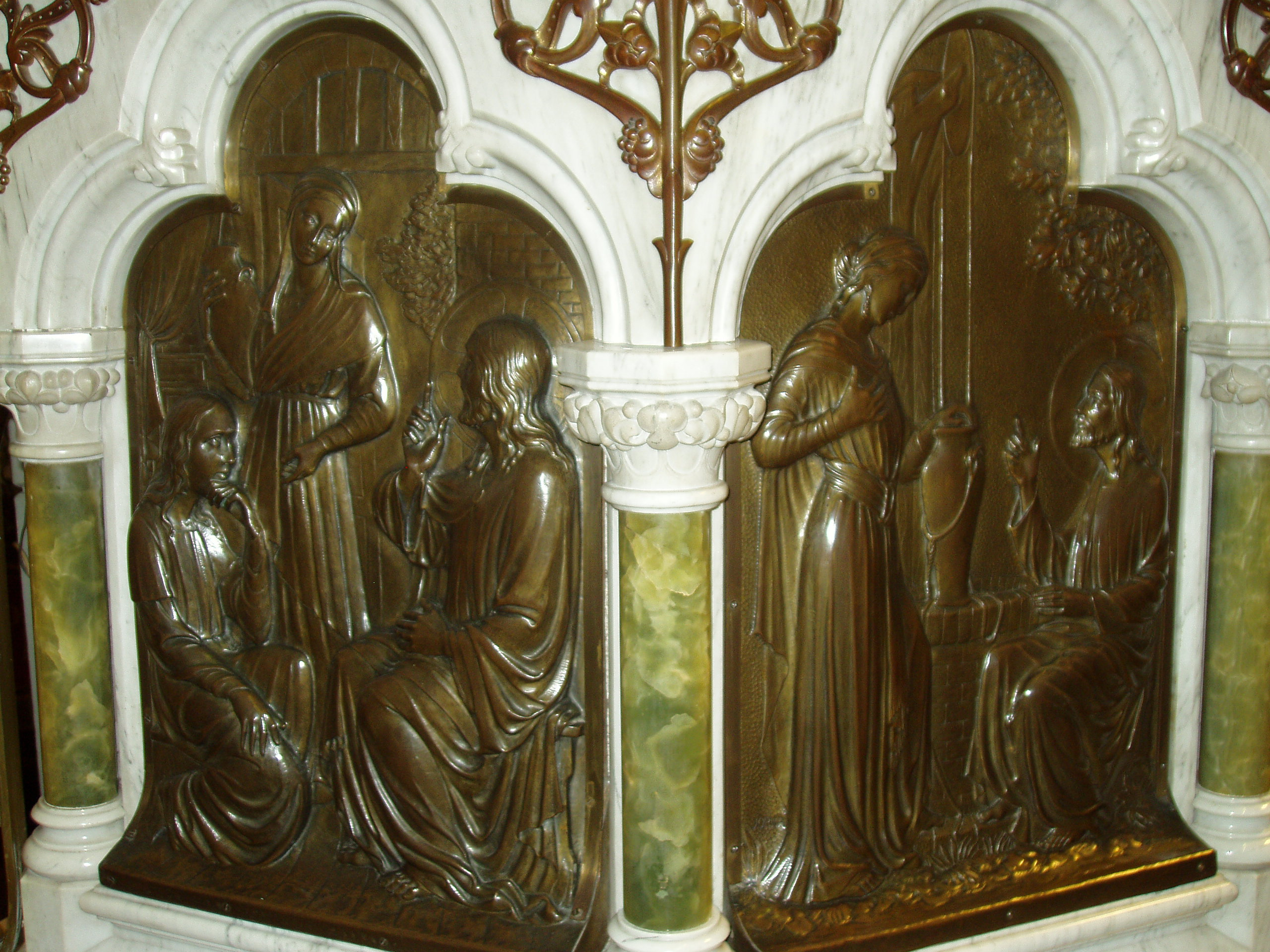
Panelen op de preekstoel (Lucas 10:38-42 en Johannes 4:1-43)
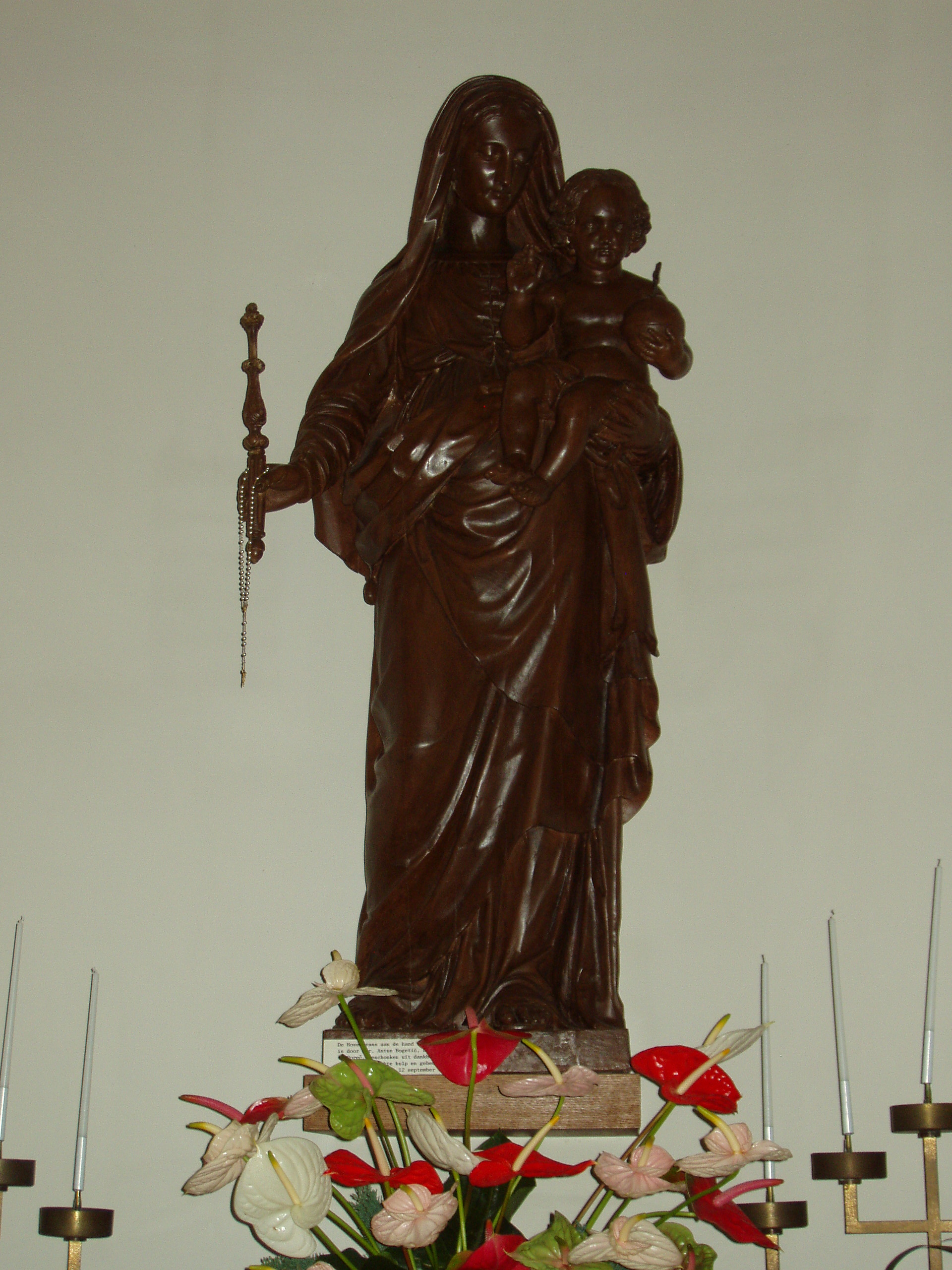
Maria met Jezus

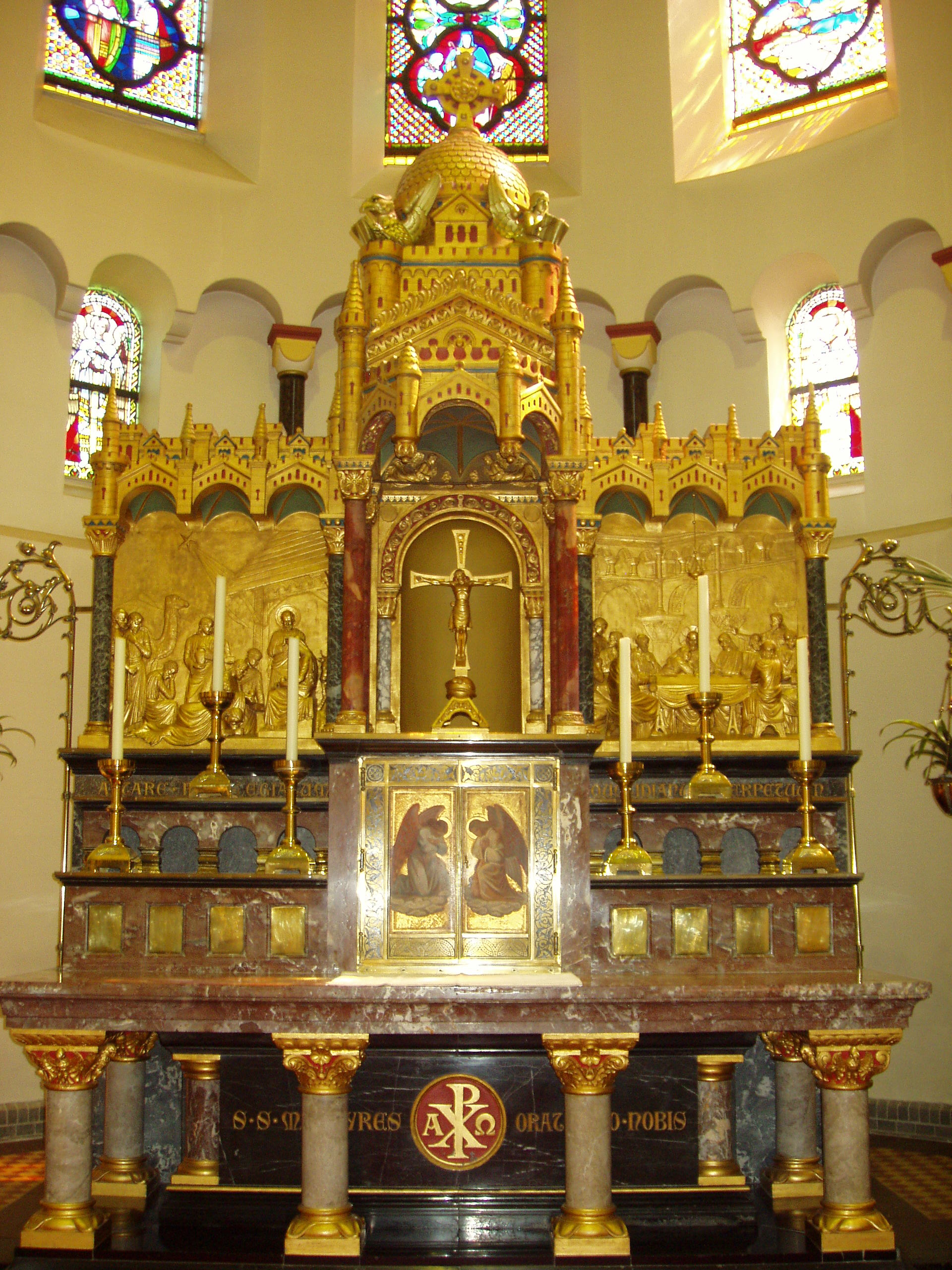
Altaar en glas-in-loodraam
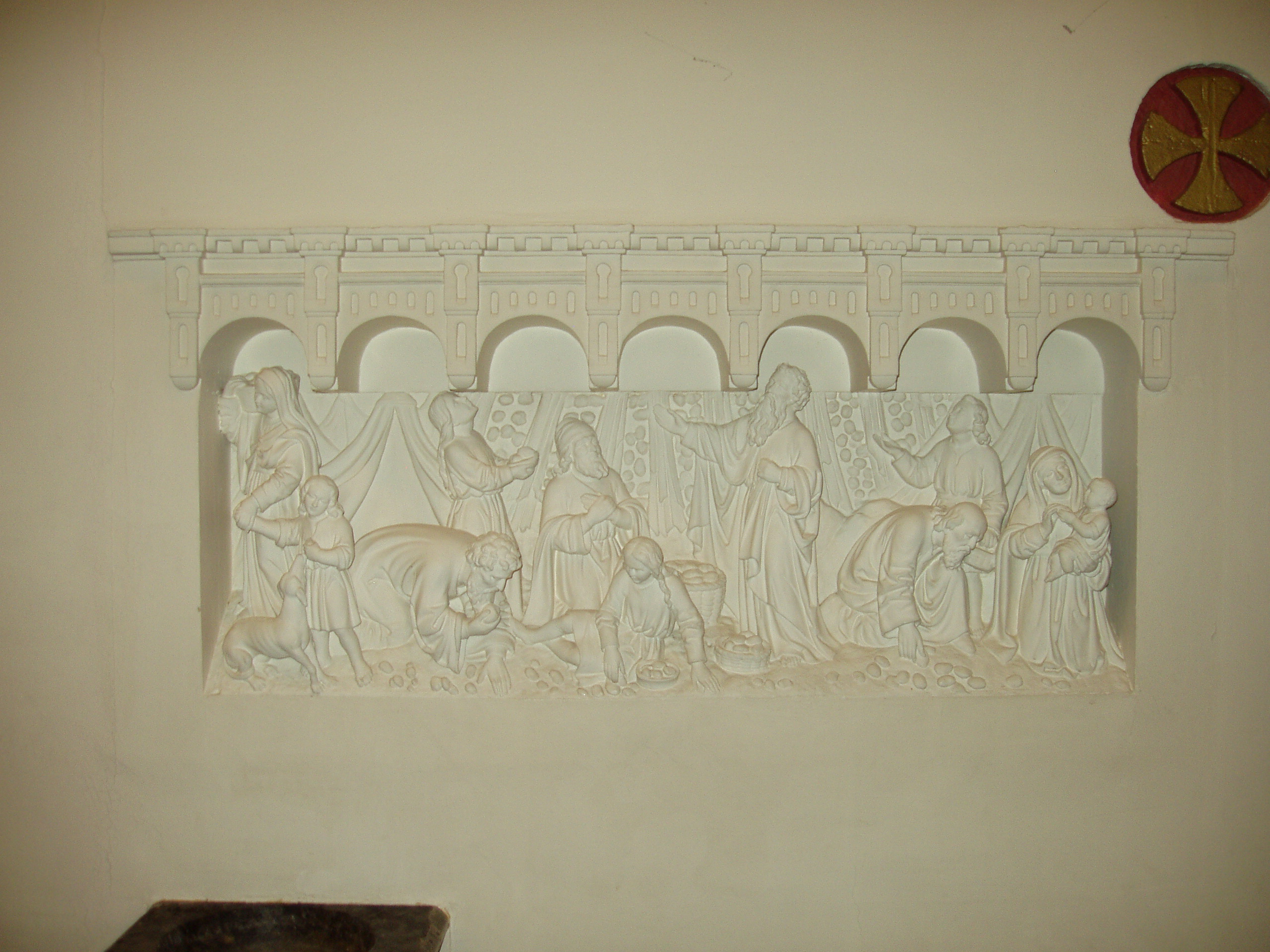
Achtermuur (afbeelding van Exodus 16:1-28)
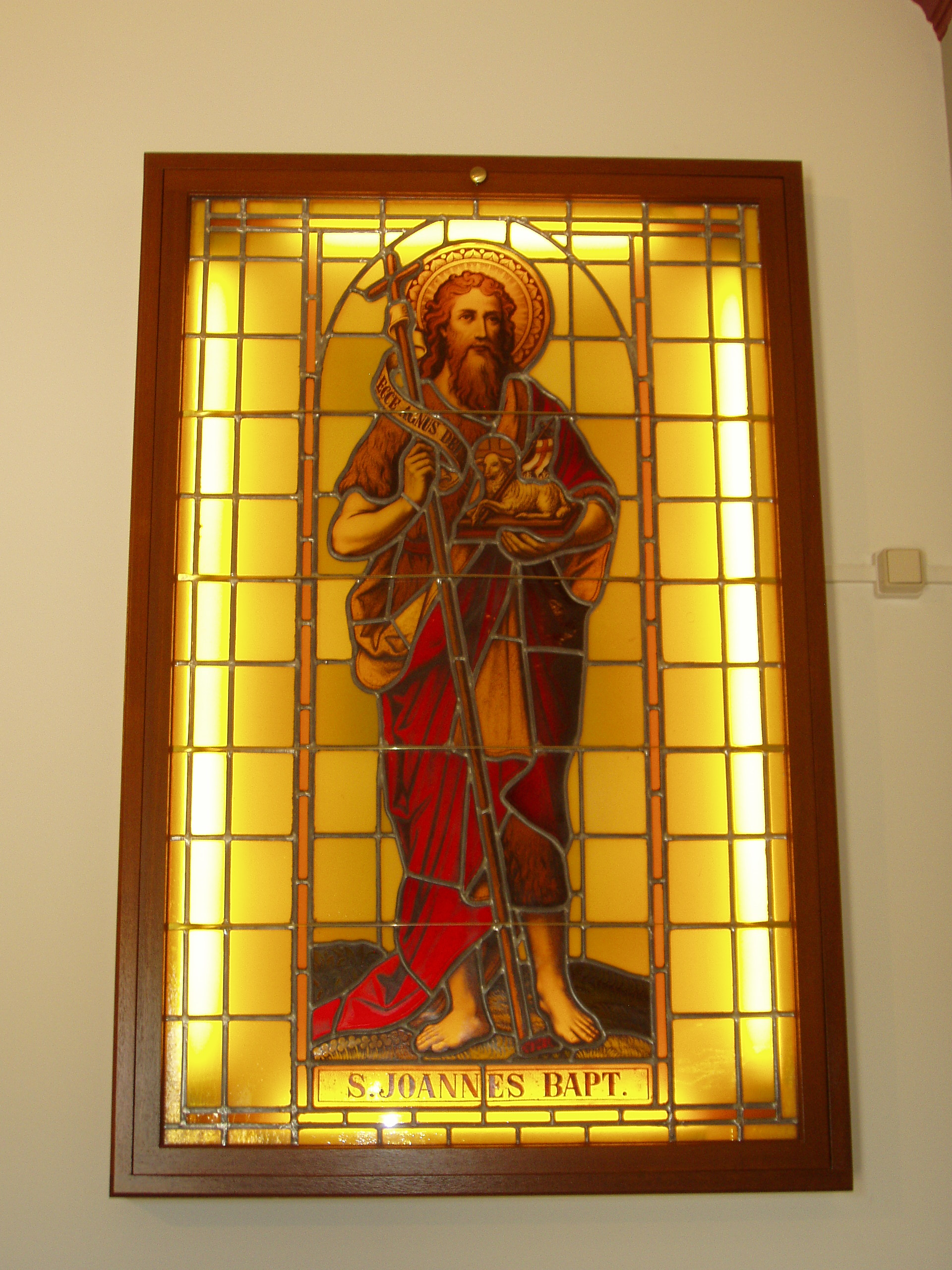
Johannes de Doper (glas in lood)
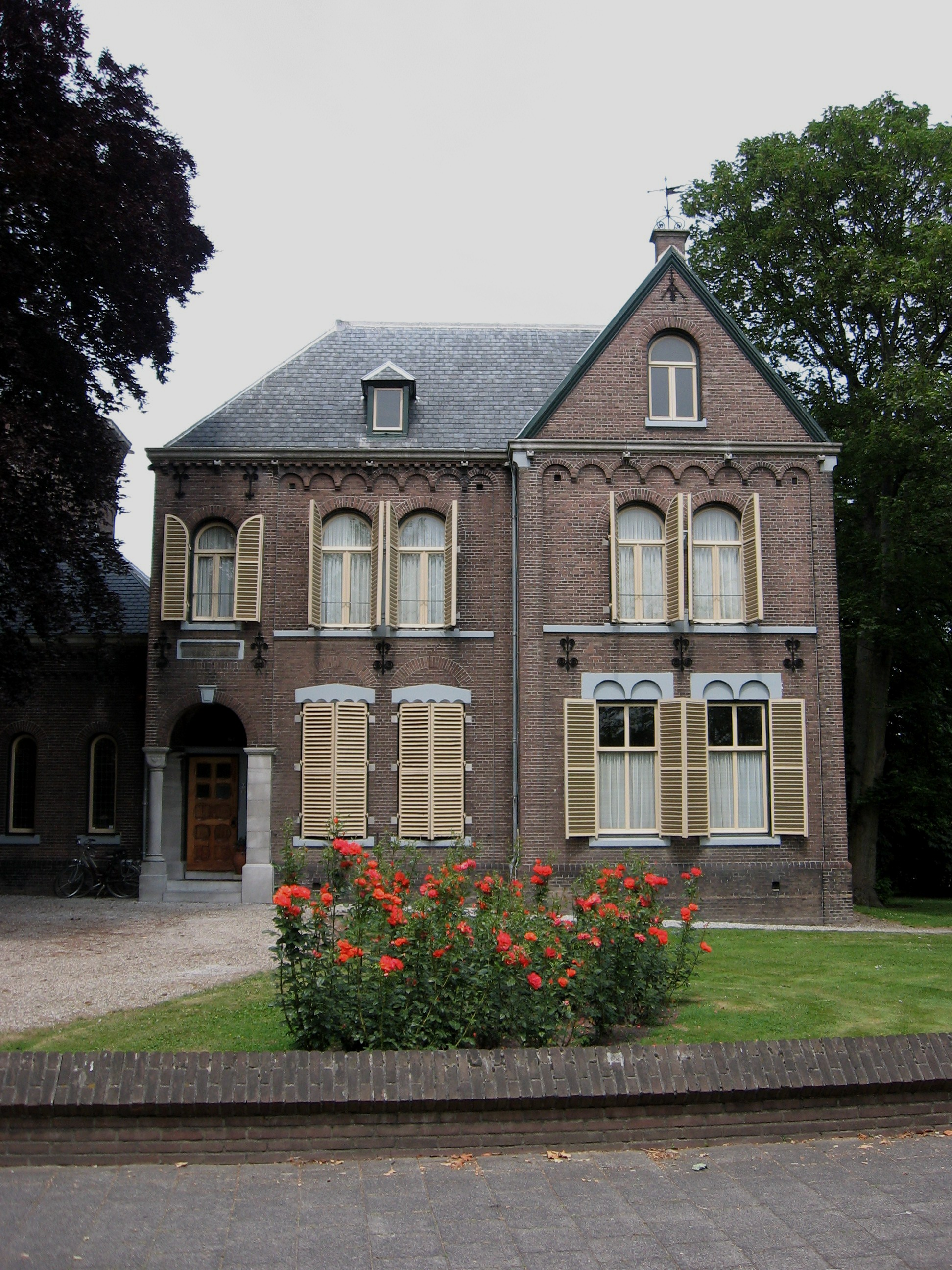
Pastorie

## Publicaties
- J.P. van Geest [et al.]: H. Joannes de Dooper, Pijnacker. Een eeuw rond het kerkgebouw 1892 -1992. Pijnacker, Parochie St. Joannes de Dooper, 1992. ISBN 9090046542
- Ed van Aken (tekst) & Dolf Schuurman (foto's): 100 jaar Adema-orgel. R.K. Kerk H. Joannes de Dooper, Pijnacker 1899-1999. Pijnacker, 1999. Geen ISBN